# كليف كارليسلي
كليف كارليسلي (بالإنجليزية: Cliff Carlisle)‏ هو مغني وكاتب أغاني وعازف قيثارة وموسيقي أمريكي، ولد في 6 مايو 1903 في تايلورسفيل في الولايات المتحدة، وتوفي في 5 أبريل 1983 في ليكسينغتون في الولايات المتحدة.

## وصلات خارجية
- كليف كارليسلي على موقع ميوزك برينز (الإنجليزية)
- كليف كارليسلي على موقع ديسكوغز (الإنجليزية)